# Хипоциклоида
В геометрията, хипоциклоида е равнинна крива, която се дефинира като геометричното място на фиксирана точка от окръжност, която се търкаля по вътрешната страна на друга окръжност, наречена направляваща, с радиус по-голям от радиуса на първата.

## Уравнение
Нека търкалящата се окръжност има радиус r, а направляващата окръжност – R. Тогава параметричните уравнения на кривата се задават с:
{\displaystyle {\begin{cases}x(\theta )=(R-r)\cos \theta +r\cos({\frac {R-r}{r}}\theta )\\y(\theta )=(R-r)\sin \theta -r\sin({\frac {R-r}{r}}\theta )\\\end{cases}}},
където {\displaystyle \theta } е ъгълът образуван от абсцисната ос и правата минаваща през центровете на двете окръжности.
Нека представим R във вида R = kr. Тогава:
- ако k е цяло число, то кривата е затворена и има k на брой рогови точки.
- ако k е рационално число, представимо във вида {\displaystyle k={\frac {p}{q}}}, p и q са взаимно прости, то кривата е затворена и има p на брой рогови точки.
- ако k е ирационално число, то кривата никога не се затваря и с графиката си изпълва равнинна пръстеновидна фигура с външен радиус R и вътрешен R – r.

- Примери за хипоциклоди
- k=3
- k=4
- k=5
- k=6
- k=2.1
- k=3.8
- k=5.5
- k=7.2

Връзка с други криви
- Хипоциклоидата е частен случай на хипотрохоида, при която фиксираната точка принадлежи на окръжността.
- Хипоциклоидата с четири рогови точки е известна като астроида.
- Еволютата на хипоциклоидата е нейна увеличена версия, а инволютата ѝ – нейна умалена версия.

## История
Наименованието идва от гръцки, съставено е от "„, „под“ и “", „кръгообразен“. Първата циклоида е разгледана от Албрехт Дюрер в „Underweysung der Messung mit dem Zirkel und Rychtscheyd“ („Наставление за измерването с пергел и линийка“, 1525). Филип де Лаир извършва първото систематично изследване на хипоциклоидите и епициклоидите, като намира квадратурите им, извършва ректификации и построения на допирателните. По-късно с тези криви се занимават и Леонард Ойлер, Жозеф Алфред Сере, Гаспар Монж и други.